# Republika Gilead
Republika Gilead (čitaj Gilijad), kolokvijalno poznata samo kao Gilead, među vodstvom poznata kao i "Božanska republika", je fiktivna totalitarna teokratska država koja vlada nad većinom teritorija bivših Sjedinjenih Američkih Država u romanu spisateljice Margaret Atwood i istoimenoj televizijskoj seriji Sluškinjina priča.
Potaknuta masovnom krizom nataliteta i plodnosti u Sjedinjenim Američkim Državama i šire, Republika Gilead nastala je vojnim udarom na vladu SAD-a (u knjizi oko 2005., a u seriji 2014./2015.), čime je nastupio Drugi američki građanski rat, u Gileadu zvan "Križarski rat". U ratu je pobijedila organizacija vjerskih fundamentalista koji su i sami izvršili vojni udar, pod imenom "Jakovljevi sinovi (Sons of Jacob)", nakon čega su na osvojenom teritoriju uspostavili diktaturu, dok je vlada SAD-a bila prisiljena naći utočište u Anchorageu i Kanadi.
Teritorij Republike Gilead seže većinu saveznih država bivšeg SAD-a. Svoje granice na sjeveru s Kanadom drži zatvorenima zbog političkih nesuglasica; Kanada dobrovoljno prima izbjeglice iz Gileada, što ih čini političkim protivnicima. Nije poznato održava li teritorijalnu granicu s Meksikom, zbog pobunjeničkih područja na jugu, ali je poznato da je Gilead primao meksičku vladu unutar države zbog rješavanja pitanja trgovine. S Meksikom je, koliko se nadalje zna, u dobrim odnosima.
Republika Gilead uzela je ime iz Biblije, koje označava nekoliko različitih mjesta. Obično se prevodi kao "brdo svjedočanstva" (heb. גלעד gal‛êd).

## Povijest

### Kriza nataliteta
U televizijskoj seriji s početkom 1960-ih, a u romanu u nepoznatom vremenskom periodu, počela je i neprestano rasla svjetska kriza plodnosti i nataliteta. Glavni uzrok, pretpostavlja se, bilo je zagađenje okoliša, zraka, vode i procesuirana hrana. Kroz rekvizite novina iz televizijske serije saznajemo da je, uz SAD, Japan snažno pogođen krizom. Fundirala su se istraživanja o plodnosti na Sveučilištu Harvard. U Bostonu se obustavlja sustav udomiteljstva nakon 162 godine. 
Kriza nataliteta vrlo je rano iznjedrila radikalno-kršćansku političku organizaciju čiji su se članovi nazivali Jakovljevi sinovi (Sons of Jacob). Njihov cilj bila je restauracija društva i države po religijskim normama, te pomoć obiteljima koje imaju poteškoća s plodnošću i trudnoćom. Organizacija se vremenom proširila diljem SAD-a, sa članovima u svakoj saveznoj državi. Pokret je rastao u popularnosti kako je američko društvo postajalo sve radikalnije u stavovima po pitanju krize. Pružao se sve manji otpor vladinom gušenju prosvjeda i građanske slobode, kao i sve manji otpor diskriminaciji i nasilju nad LGBT zajednicom; homoseksualni parovi voljni posvojiti dijete premještani su na dno listi čekanja. Sve više su se dopuštale konzervativne demonstracije u klinikama za pobačaje, donošeni su zakoni privatizacije javnih službi i provođena su ograničenja na kupovinu i korištenje kontracepcijskih sredstava.

### Teroristički napadi
U jeku kriznog i podijeljenog stanja u državi, Jakovljevi sinovi izabrali su pravi trenutak za početak provođenja svog plana.
U romanu na Dan predsjednika nedefinirane godine, a u televizijskoj seriji početkom rujna 2014. godine bačena je bomba na Bijelu kuću, nastupila je pucnjava u zgradi Kongresa i nedefiniran napad se održao u zgradi Vrhovnog suda. U pucnjavi je stradao tadašnji neimenovani predsjednik SAD-a i velik broj članova Kongresa. Sva tri napada održana su istog dana koji je postao poznat kao najkrvaviji dan u američkoj povijesti, prestigavši broj žrtava terorističkog napada 11. rujna 2001. U romanu je događaj poznat kao "Masakr na dan predsjednika" (President's Day Massacre).
Napadi su bili operacija pod lažnom zastavom; Jakovljevi sinovi javno su okrivili islamske teroriste za sva tri napada i predstavili se kao ruka pomoći američkoj vladi i narodu u ovom kriznom periodu. Navodno su prikupili milijune dolara s namjerom donacije obiteljima stradalih, a pritom su također pozivali na "empatiju i jedinstvo".
Posljedično napadima, Kongres odobrava masivno povećanje vojnog troška, vojne pričuve pozvane su u djelatnu službu, zračne snage bivaju u stanju pripravnosti, a nuklearno oružje konsolidira se na objema obalama države.

### Infiltracija vlade
Iako je napadima u Washingtonu uništen većinski dio američke vlade, državne službe oglasile su da će vlada nastaviti s funkcioniranjem i da je sve pod kontrolom, te se civili urgiraju da ostanu mirni. Na vlast je vrlo brzo stupila privremena vlada (eng. Provisional Government) koja je među svojim dužnosnicima imala i članove već poznatih Jakovljevih sinova koji su se predstavili kao dobrotvorna organizacija. Tako su se pravi teroristi infiltrirali u vladine vode i suptilno nastavili sa svojim planom. 
Privremena vlada mobilizirala je Nacionalnu gardu i proglasila izvanredno stanje. Nedugo nakon, ukinut je Ustav SAD-a i brojni novi zakoni o građanskoj slobodi i državnom uređenju počeli su isplovljavati. Jedinice Vojske SAD-a preimenovane su u novu paravojnu postrojbu pod imenom Čuvari. Proglašen je zakon koji ženama zabranjuje posjedovanje imovine i time su im zamrznuti bankovni računi; novac s računa prebacivan je na račune njihovih muževa, očeva, odnosno najbližih muškaraca u obitelji. Zaposlene su žene otpuštene s poslova: postrojba Čuvara sustavno je uklanjala žene sa svih zaposlenih mjesta. Istospolni brakovi i razvodi braka zabranjeni su, a postojeći ugovori o razvodu i bračni ugovori za istospolne brakove retroaktivno su poništeni.
U početku je bilo prosvjednih marševa i demonstracija protiv novih zakona, ali su naišli na nasilne napade i pucnjave od strane paravojnih snaga nove vlade. Vidjevši da im vlastita domovina ne garantira sigurnost od sustavnog nasilja, mase u strahu mahom pokušavaju pobjeći kada Međunarodna zračna luka Logan nastavlja s radom, no već bivaju uvedena stroga ograničenja putovanja. Nastupa potpuna vojna okupacija zračnih luka i razdvajanja obitelji od strane službenika američke imigracije i carinske službe, jer plodnim ženama izlazak iz države biva zabranjen.

### Drugi američki građanski rat
Nakon nekog vremena, Republika Gilead je uspostavljena. Time započinje i Drugi američki građanski rat, kasnije poznat kao Križarski rat, između gileadskih oružanih snaga i onoga što je ostalo od američkih oružanih snaga. Iako rat traje kroz cijelu radnju romana i serije i ne nazire mu se kraj, gileadske snage anektirale su većinu teritorija bivših SAD-a. U devastirajućem ratu, pod nepoznatim okolnostima, nastale su pustoši zagađene nuklearnim otpadom, kasnije poznate kao Kolonije. 
Neki američki vladini, civilni i vojni dužnosnici, koji su većinom i bili dio privremene vlade, preživjeli su puč i pobjegli u Kanadu ili u jedine dvije preostale savezne države, Aljasku i Havaje. Tamo su, u Anchorageu, ponovno uspostavili tzv. Američku vladu u izgnanstvu. Sada poznata američka zastava nosi samo dvije zvjezdice.

### Uspon Gileada
Nakon službene uspostave Republike Gilead, imigracija je sada zakonski potpuno nemoguća; američka putna isprava više ne vrijedi na graničnim prijelazima. Provode se masovne čistke u kojima stradaju homoseksualci, sada "izdajice roda", doktori koji su radili pobačaje i svi protivnici režima. Masakr u The Boston Globe-u, označio je obustavljanje medija i tiska u Gileadu; osoblje zgrade The Boston Globe-a okupljeno je, strijeljano i vješano u podrumu. Provode se racije i ukidanje interneta, uvodi se kodeks doličnosti, uklanjaju se prometni znakovi s natpisima jer ženama po novom Ustavu više nije dopušteno čitanje, masovno se spaljuju knjige, zatvaraju se škole i fakulteti, ruše se svi spomeni američke povijesti, uspostavlja se klasni sustav među narodom, civilima se oduzimaju vozila, baca se stara odjeća koju će zamijeniti nove uniforme s obzirom na klasu kojoj pojedinci pripadaju...
Povrh svih novih zakona, Republika Gilead započinje provođenje svog konačnog rješenja; otmica svih preostalih plodnih žena koje po Svetom pismu imaju neku "moralnu mrlju" iz života prije diktature. Vodi ih se na prisilnu indoktrinaciju u posebne centre, a djeca im se oduzimaju i predaju obiteljima Jakovljevih sinova. Te žene su kasnije svrstane u klasu Sluškinja, žena koje prisilno rađaju djecu drugim obiteljima.

## Politika

### Vrijednosti i vjerovanja

#### Casus belli
De jure, sami temelj i povod nastanka Republike Gilead je pad stopa nataliteta i plodnosti u Sjedinjenim Američkim Državama. Jakovljevi sinovi, ekstremni kršćanski kult, nalagao je da je razlog tomu što im je "Bog okrenuo leđa" i dao im "posebnu pošast - pošast neplodnosti". Za to su većinski okrivljavali žene i njihovu grešnost i bludnost. Tako je cijeli sustav Republike Gileada osmišljen za poboljšanje stopa nataliteta i plodnosti, također i osiguranje opstanka ljudske rase. 
Ta dobroćudna ideja iza sustava zapravo je samo dobro osmišljena krinka. U stvarnosti, većini u vodstvu Republike Gilead nije stalo do djece koliko do moći koju posjeduju na samom vrhu gileadske hijerarhije, no ipak postoje i oni koji istinski vjeruju da je cilj Republike "opće dobro", neovisno o teroru koji izvršava kako bi dospjela do tog cilja.

#### Tradicionalizam
Jakovljevi sinovi su se, navodno, borili za povratak ka tradicionalnim vrijednostima. Skromnost i čistoća u svim područjima života jako su naglašeni i potaknuti, osobito za žene, za koje se vjeruje da su sklonije slabom karakteru i grijehu.
Gilead je naročito patrijarhalno seksističko društvo u kojem samo muškarci imaju pristup informacijama, privatnom vlasništvu i mogućnost višeg obrazovanja i djelatnosti. Žene su smatrane građanima drugog reda, bez obzira na visinu položaja, i podređene su muškarcima u obitelji. 

## Državno uređenje
Republika Gilead je politički uređena kao totalitarna kršćansko-fundamentalna diktatura. Vlast i politika zasnovani su na novotvorenom Ustavu, poznatom kao Božanski zakon, koji je (u televizijskoj seriji) donesen i nametnut krajem 2014. ili početkom 2015. godine nasilnim ukidanjem Ustava Sjedinjenih Američkih Država.
Vlast je organizirana kao oligarhija; vladavina skupine muškaraca poznatih kao Zapovjednici. Zapovjednici čine Komitet, vladajuće tijelo Republike Gilead. Komitet nosi zakonodavnu, izvršnu i sudsku vlast. Iako je u distriktima države uspostavljena lokalna samouprava (svaki distrikt ima svoj Komitet), pretpostavlja se da je sjedište Vrhovnog komiteta u glavnom gradu Republike Gilead, Washington D.C.

### Društvena stratifikacija
Zakon građanske slobode u Ustavu Sjedinjenih Američkih Država zamijenio je sustav društvenih klasa koje za sobom nose određene dužnosti i privilegije. Ovaj je sustav neophodno osmišljen za funkcioniranje cijele države. Svaki stanovnik bivših SAD-a je smješten u određenu društvenu klasu, kao što su sljedeće (poredano po padajućem stupnju relativne slobode koju klase mogu imati):
- Zapovjednici - Muškarci koji čine skupinu Jakovljevih Sinova. Imaju potpunu vlast i moć u Republici Gilead. Odgovorni su za novonastalu državu. - nose crno
- Supruge - Supruge od Zapovjednika, najviše rangirane žene u društvu, time nemaju nikakve dužnosti osim odgajati djecu koje im Sluškinje rode. S obzirom da nemaju pravo na djelatnost, okupiraju se hobijima poput vrtlarenja, pletenja itd. - nose tirkizno ili plavo (po uzoru na Djevicu Mariju)
- Udovice - Bivše Supruge Zapovjednika koji su preminuli, imaju pravo zadržati imovinu nakon Zapovjednikove smrti, unatoč zakonu koji glasi da žene ne smiju imati privatno vlasništvo - nose crno i tamno-ljubičasto (ljubičasta kao počasna boja vojnika koji su odslužili svoju službu ili doprinijeli cilju)
- Tete - Žene srednjih godina čija je dužnost strogo disciplinirati i vršiti indoktrinaciju nad Sluškinjama. Dozvoljeno im je korištenje sile nad Sluškinjama koristeći se elektrošokerima za stoku, bičevanjem, sakaćenjem itd. Tete su jedina klasa žena koja ima dozvolu čitanja i pisanja radi pismenog praćenja Sluškinjine trudnoće. Rade na raznim mjestima; indoktriniraju Sluškinje u posebnim centrima, rade u školama i podučavaju djecu, nadziru žene u prisilnoj prostituciji, Jezabele, u tajnim javnim kućama dostupnim samo Zapovjednicima, nadziru radnike koji kopaju radioaktivni otpad u Kolonijama (područja u Sjevernoj Americi kontaminirana radioaktivnim otpadom) - nose smeđe (po uzoru na Adolfa Hitlera)
- Čuvari - Muškarci s dužnošću vojne snage, zaštitara i policije. Nadgledaju ulice i sve prostore dostupne javnosti. Dozvoljeno im je korištenje sile nad ljudima ako je opravdano. U čast svojem trudu i "Božjem radu" im može biti dodijeljena žena - nose tamno-plavo
- Ekonoljudi - Radnička klasa u Gileadu. Žive u stambenim ustanovama i zbog svoje "čiste prošlosti" imaju pravo zasnivati vlastitu obitelj. Ekonomuškarci imaju dodijeljene poslove kao blagajnici, automehaničari, doktori i sl. Ekonožene nemaju posebnih dužnosti osim kućanskih poslova i odgajanja djece, s obzirom na to da nemaju pravo na djelatnost. Okupiraju se hobijima poput vrtlarenja i pletenja, kao i Supruge - nose sivo
- Marthe - Žene čija je dužnost čistiti, kuhati i paziti na djecu u kućama Zapovjednika i njihovih Supruga. U dokumentaciji su registrirane kao privatno vlasništvo Zapovjednika i njihovih obitelji - nose svijetlo-zeleno (boja rada)
- Jezabele - Žene prisiljene na prostituciju. Žive i djeluju u tajnim javnim kućama koje samo posjećuju Zapovjednici. Sterilizirane su radi spolnih odnosa (medicinski zahvat koji je svim ostalim ženama u Gileadu zabranjen) - nemaju dodijeljenu odjevnu boju (nose promiskuitetne haljine, vulgarne kostime, lateks odijela i sl.)
- Sluškinje - Plodne žene prisiljene na nošenje i rađanje djece Zapovjednicima i Suprugama. Najpodređenija, a ironično najpotrebnija, klasa žena u društvu. One su žene koje po biblijskim zakonima imaju neku "moralnu mrlju" npr. preljub, pobačaj, homoseksualnost i sl. Iz tih razloga služe kao Sluškinje (dok npr. Ekonožene mogu biti plodne ali ne biti Sluškinje jer nisu bile grješne prije nastanka Gileada). Nije im dozvoljena upotreba vlastitog imena, već im se mijenja svakim dolaskom u novu obitelj (Ako se Zapovjednik kojem služi zove Joseph, zvat će se Ofjoseph/Josephova). Podložene su institucionaliziranom silovanju plodnim danima u mjesecu, torturom i kažnjavanjem metodama bičevanja, udaranja i sakaćenja od strane Teta. Ne smiju se kretati same izvan kuće. Sudjeluju u javnim pogubljenjima. Kada rode dijete jednoj obitelji, dodijeljene su drugoj obitelji i njihova se dužnost ponavlja. U slučaju da ne uspiju začeti u tri uzastopna kućanstva, šalje ih se u Kolonije gdje rade do smrti - nose crvene halje i bijela "krila" (crvena kao boja krvi i života, isto tako da ih je lakše opaziti u slučaju bijega)
- Nežene - općenito neplodne ili "loše" žene koje su počinile bilo koji teži zločin. Bilo koja žena (u bilo kojoj klasi) se zakonom može degradirati u Neženu. Sluškinja koja ne uspije zatrudnjeti u tri uzastopna kućanstva se proglašava Neženom. Većinom rade u Kolonijama gdje čiste toksični otpad i njihova služba se tek završava smrću, najčešće vrlo brzo od visokog stupnja radijacije kojem su izloženi - nose dronjke

Za razliku od uobičajenog kastinskog sustava, gileadski klasni sustav omogućuje migraciju iz jedne klase u drugu, no samo u posebnim i opravdanim slučajevima. Primjerice, Čuvari mogu biti unaprijeđeni u Zapovjednike u čast službi koju su izvršili u Križarskom ratu ili neposredno poslije njega. Nasuprot, takve međuklasne migracije vrlo su rijetko moguće za žene bilo koje klase. 
Međuklasna migracija također može biti provedena kao kaznena osuda. Primjerice, Ekonožena može zakonito postati Sluškinja ili Nežena u slučaju počinjenja zločina. 

### Božanski zakon
Republika Gilead svoj Ustav, pod poznatijim imenom Božanski zakon uvelike temelji na starozavjetnom zakonu iz Biblije. Stanovništvu Republike su nametnuti zakoni i norme koji proizlaze iz doslovnih tumačenja biblijskih tekstova. Neki od glavnih zakona su:
- Svi građani moraju slijediti isključivo gileadsko kršćanstvo. Nijedna druga religija ili sustav vjerovanja nije dopuštena.

- Brak je obavezan Ekonoljudima, Čuvarima, Zapovjednicima i Suprugama, a zabranjen Sluškinjama, Marthama, Tetama, Jezabelama i Neženama, odnosno zabranjen je ženama koje u društvu obavljaju neku službu.
- Sva viša kućanstva obavezna su izvoditi "ceremoniju", mjesečni obred u kojem Zapovjednik oplođuje Sluškinju.
- Žene nemaju pravo na privatno vlasništvo. Moguće su iznimke za Udovice Zapovjednika da naslijede njihovu imovinu, barem dok se ponovno ne udaju.

#### Kazneni zakon
Gileadski kazneni zakon je apsolutan i vodi se tjelesnom kaznom kao pokorom. Svako kršenje normi ili zakona oštro se kažnjava. Prijestupnici su često pogubljeni ("spašeni") i njihova tijela su često izložena u javnosti na vješalima. Druge kazne kao što su "iskupljenje" uključuju različita sakaćenja ili društvenu reklasifikaciju uzimajući u obzir vrijednost pojedinca u društvu. Kazne čak i za prilično površne zločine su jako drastične kao i metode pogubljenja. O sucu ovisi hoće li presuda biti kazna točno predviđena za zločin, vješanje ili poslanje u Kolonije. Neki od zakona:
- Pobačaj je zabranjen i kažnjiv smrću. Zabrana pobačaja je i retroaktivni zakon; svi koji su izvršili pobačaj prije uspona Gileada pogubljeni.
- Preljub je zabranjen i kažnjiv smrću utapanjem, u izravnom prekršaju Knjige izlaska 20:14.
- Ugrožavanje djeteta se smatra velikim grijehom i kažnjivo je smrću kamenovanjem.
- "Rodna izdaja", gileadski naziv za homoseksualnost, zabranjena je i kažnjiva smrću. Iznimka se može napraviti za Sluškinje, zbog svoje vrijednosti u društvu, koje u slučaju rodne izdaje bivaju osuđene na "iskupljenje", što je u njihovom slučaju klitoridektomija.
- Korištenje kontracepcijskih sredstava zabranjeno je i kažnjivo smrću bacanjem psima.
- Čitanje i pisanje ženama koje nisu klasificirane kao Tete je zabranjeno i kažnjivo amputacijom malog prsta za prvi, a cijele šake za drugi prekršaj.
- Opiranje bilo kakvom zakonu zabranjeno je i kažnjivo smrću.

Gilead se u svom kaznenom zakonu ne drži klauzule o jednakosti pred zakonom niti Habeas corpus akta. Presuda pojedinca i kazneni postupak može i hoće ovisiti o društvenoj klasi kojoj pripada. Državljani drugog reda nemaju pravo na pravnu obranu, niti osobnu niti od strane branitelja. Štoviše, Sluškinjama, Martama i Neženama se tijekom kaznenog procesa na lica stavlja brnjica, dok njihove zločine sudu najavljuje pravnik.

## Zemljopis
Republika Gilead je službeno podijeljena na dvanaest distrikta, ukidajući podjelu po saveznim državama. Bivše savezne države koje su potpuno ili u nekom dijelu anektirane od strane Republike Gilead su: Minnesota, Wisconsin, Illinois (osim Chicaga), Indiana, Ohio, Tennessee, Kentucky, Zapadna Virginia, Virginia, Sjeverna Karolina, Maryland, Pennsylvania, Delaware, New Jersey, New York, Connecticut, Rhode Island, Maine, New Hampshire i Massachusetts. 
Gilead je preuzeo kontrolu nad većinom teritorija Sjedinjenih Država, ali su protivničke snage održale kontrolu nad cijelom zapadnom obalom i nad obalom Meksičkog zaljeva, uključujući cijelu Floridu i Teksas, nakon oslobođenja poznat kao Republika Teksas. Pobunjeničke snage također kontroliraju veliki dio teritorija uz kanadsku granicu i dio donjeg Michigana, zajedno s enklavom u Novoj Engleskoj s uporištem oko Vermonta, New Hampshirea, dijelova Mainea i savezne države New York. Na pobunjeničkim teritorijima se idalje vodi rat.
Regije na zapadu i srednjem zapadu označene žutom bojom nazivaju se Kolonijama, radioaktivne pustoši nastale u ratu. Unutar ovih regija nalaze se dva velika mjesta u bivšoj Arizoni i Missouriju koja su označena kao centri radijacije. Ove lokacije zajedno s dvjema u regijama Kalifornije, koju su okupirali pobunjenici, (jedna južno od San Francisca/područja zaljeva i druga koja obuhvaća okruge Los Angeles, Orange i San Diego) odgovaraju pozicijama nuklearnih reaktora na karti SAD-a, što znači da je jedan ili više ovih reaktora na neki način ugroženo u ratu.

## Međunarodni odnosi
Druge zemlje ne priznaju Republiku Gilead kao 'suverenu državu'. Gilead je neprestano podložen ekonomskim sankcijama UN-a, najvjerojatnije zbog brojnih kršenja ljudskih prava i rušenja američke vlade. Scene u televizijskoj seriji postupno prikazuju sve više oskudno opskrbljene police u trgovinama; naranče (vjerojatno zato što Gilead nema kontrolu nad Floridom) i 'prava' kava su privilegija. Ovi strogi uvjeti sugeriraju da Gilead pati od nedostatka trgovine kao rezultat globalnih sankcija, iako je poznato da joj je trgovina s Azijom u porastu.
Kanada nema službene odnose s Gileadom i njezina vlada održava blisko savezništvo s onim što je ostalo od Sjedinjenih Američkih Država. Kanada također prihvaća izbjeglice koje bježe iz Gileada, što ih čini neprijateljima, iako su mnogi preseljeni u druge zemlje; Ujedinjeno Kraljevstvo spominje se kao jedna takva zemlja i spominje se nekoliko britanskih organizacija, "Save the Women Societies", koje rade u ime ženskih izbjeglica iz Gileada. Kanađani se nalaze u teškoj diplomatskoj situaciji jer su dom velikom broju američkih izbjeglica i dobro su svjesni kršenja ljudskih prava u Gileadu, ali također pokušavaju izbjeći otvoreni sukob sa svojim susjedom. Vijesti spominju da se Kanada također još uvijek oporavlja od gubitka trgovine s palim Sjedinjenim Državama. 
Kina i Indija financijski pomažu Američkoj vladi u izgnanstvu, a vojne snage provode vježbe u blizini granice Kanade i Gileada, što ukazuje da vanjski svijet Gilead smatra odmetničkom državom. Švicarski diplomati koji djeluju kao neutralni posrednici između vlada Kanade i Gileada opisuju potonji kao 'crnu kutiju', koja je 'iznimno moćna, vojno', što isto tako sugerira da vanjski svijet ima malo znanja o unutarnjem funkcioniranju Gileada.
Meksički diplomati posjetili su Gilead iako uspjeh tog sastanka nikada nije razbistren. Napori za priznavanje Gileada u Južnoj Americi su u zastoju, dok je Venezuela uz Meksiko izrazila interes za sustav Sluškinja i trgovinu istima.

## Srodni članci
- Ingsoc
- Oceanija

## Čitanje
- Margaret Atwood - Sluškinjina priča